# Дворецкий сельсовет (Дятловский район)
Дворецкий сельсовет — административная единица на территории Дятловского района Гродненской области Республики Беларусь. Административный центр — агрогородок Дворец.

## История
Дворецкий сельский Совет депутатов трудящихся (с 7.10.1977 — Дворецкий сельский Совет народных депутатов, с 15.3.1994 — Дворецкий сельский Совет депутатов) образован в 1940 году.
Административная подчинённость:
- с 1940 — в Дятловском районе
- с 25.12.1962 — в Новогрудском районе
- с 6.1.1965 — в Дятловском районе[1].

Решением Гродненского областного Совета депутатов от 28 августа 2013 года № 251 «О некоторых вопросах административно-территориального устройства Дятловского района Гродненской области» населённые пункты упразднённого Роготновского сельсовета — аг. Роготно, д. Борки, д. Дудичи, д. Жиковичи, д. Ивезь, д. Новосёлки, д. Петруки, д. Пузовичи, д. Санники, д. Семёновичи, д. Совоздяки, д. Яхновщина включены в состав Дворецкого сельсовета.
Решением Гродненского областного Совета депутатов от 30.03.2021 № 309 «Об административно-территориальном устройстве Дятловского района Гродненской области» агрогородок Белогурно, деревни Белолозы, Дукрово, Жихи, Ивезянка, Каменка, Меляховичи, Огородники, Тетеревец, Хорошки, Чураи, Ягодная, хутор Выгода Меляховичского сельсовета включены в состав Дворецкого сельсовета.

## Состав
Дворецкий сельсовет включает 43 населённых пунктов:
- Бакшты — хутор
- Белогурно — агрогородок
- Белолозы — деревня
- Бернатовщина — деревня
- Борки — деревня
- Бутвиловичи — деревня
- Васевичи — деревня
- Великая Полонка — деревня
- Выгода — хутор
- Дворец — агрогородок
- Дудичи — деревня
- Дукрово — деревня
- Жиковичи — деревня
- Жихи — деревня
- Ивезь — деревня
- Ивезянка — деревня
- Каменка — деревня
- Кожуховцы — деревня
- Котьки — деревня
- Литаворцы — деревня
- Малая Полонка — деревня
- Меляховичи — деревня
- Новосёлки — деревня
- Обельковичи — деревня
- Огородники — деревня
- Озераны — деревня
- Петраши — деревня
- Петруки — деревня
- Пузовичи — деревня
- Репки — деревня
- Роготно — агрогородок
- Рыболово — деревня
- Санники — деревня
- Семёновичи — деревня
- Совоздяки — деревня
- Старина — деревня
- Сутьки — деревня
- Тетейки — деревня
- Тетеревец — деревня
- Хорошки — деревня
- Чураи — деревня
- Ягодная — деревня
- Яхновщина — деревня

## Культура
- Этнографическая экспозиция «Побытавая культура беларускага селяніна» отдела культуры и досуга «Дворецкий Дом культуры» ГУК «Дятловский районный центр культуры и народного творчества» в аг. Дворец

## Достопримечательности
- Католический храм Божьего Тела (1904 г.) в аг. Дворец
- Православная Покровская церковь (1866—1869 гг.) в аг. Дворец